# Festival international du film fantastique de Gérardmer 2024
La 31e édition du festival international du film fantastique de Gérardmer se déroule du 24 au 28 janvier 2024.

## Déroulement et faits marquants
Le 30 novembre 2023, il est annoncé que l'écrivain Bernard Werber présidera le jury des longs-métrages tandis que l'écrivain Bernard Minier présidera celui des court-métrages.
Le 14 décembre 2023, la sélection officielle est dévoilée.
Le 28 janvier 2024, le palmarès est annoncé : le Grand prix est décerné au film Sleep de Jason Yu. Le prix du jury est remis aux films Amelia's Children de Gabriel Abrantes et En attendant la nuit de Céline Rouzet. Le film When Evil Lurks de Demián Rugna reçoit le prix de la critique et le prix du public,.

## Jurys

### Longs métrages
- Bernard Werber (président du jury) : écrivain
- Mélanie Bernier : actrice
- Camille Chamoux : actrice
- Mathieu Turi : réalisateur
- Alessandra Sublet : animatrice de radio et de télévision (absente, elle renonce à sa place de jurée juste avant le début du festival)
- Caroline Anglade : actrice
- Jean-Paul Salomé : réalisateur
- Clovis Cornillac : acteur

### Courts métrages
- Bernard Minier (président du jury) : écrivain
- Sébastien Vaniček : réalisateur
- Adrien Ménielle : acteur et scénariste
- Alice Moitié : photographe
- Mara Taquin : actrice
- Monsieur Poulpe : acteur et scénariste

## Films en compétition

### Longs métrages
- The Forbidden Play de Hideo Nakata  Japon (Film d’ouverture)
- Amelia's Children de Gabriel Abrantes  Portugal
- En attendant la nuit de Céline Rouzet  France
- La Damnée de Abel Danan  France  Belgique
- The Funeral d'Orçun Berham  Turquie
- Perpetrator de Jennifer Reeder  États-Unis
- Resvrgis de Francesco Carnesecchi  Italie
- The Seeding de Barnaby Clay  États-Unis
- Sleep de Jason Yu  Corée du Sud
- When Evil Lurks de Demián Rugna  Argentine

### Court métrages
- Transylvanie de Rodrigue Huart  France
- Girls de Julien Hosmalin  France
- Dark Cell de Jean-Michel Tari  France
- Au prix de la chair de Tomas Palombi  France
- La Croix de Joris Fleurot  France

## Films hors compétition

### Hors compétition
- Concrete Utopia de Eom Tae-hwa  Corée du Sud
- It's a wonderful knife de Tyler MacIntyre  États-Unis
- Kaidan, Histoires étranges de fantômes japonais de Yves Montmayeur  France
- La Morsure de Romain De Saint-Blanquat  France
- Le Mangeur d’âmes de Julien Maury et Alexandre Bustillo  France
- Roqya de Saïd Belktibia  France
- Sharksploitation de Stephen Scarlata  États-Unis
- Super Lion de Rasmus A. Sivertsen  Norvège
- Vampire humaniste cherche suicidaire consentant de Ariane Louis-Seize  Canada
- New Life de John Rosman  États-Unis (Film de clôture)

### Rétromania
- EXistenZ de David Cronenberg  Canada  Royaume-Uni  France
- Door de Banmei Takahashi (en)  Japon
- Les Bouchers verts (De grønne slagtere) d'Anders Thomas Jensen  Danemark
- RoboCop de Paul Verhoeven  États-Unis

### Rétrospectives Vampires
- Nosferatu le vampire de Friedrich Wilhelm Murnau  Allemagne
- La Morsure de Romain De Saint-Blanquat  France
- Dark Shadows de Tim Burton  États-Unis
- Dracula de Francis Ford Coppola  États-Unis
- Thirst, ceci est mon sang de Park Chan-wook  Corée du Sud
- Vampire humaniste cherche suicidaire consentant de Ariane Louis-Seize  Canada
- A Girl Walks Home Alone at Night de Ana Lily Amirpour  États-Unis
- En attendant la nuit de Céline Rouzet  France

### Nuit Shark Attacks
- Les Dents de la mer de Steven Spielberg  États-Unis
- 47 Meters Down de Johannes Roberts  États-Unis

### Nuit décalée
- Hundreds of Beavers de Mike Cheslik  États-Unis
- Destroy All Neighbors de Josh Forbes  États-Unis

### Hommage àGareth Edwards
- Monsters
- Godzilla
- Rogue One: A Star Wars Story
- The Creator

## Palmarès
- Grand prix : Sleep de Jason Yu
- Prix du jury (ex æquo) : Amelia's Children de Gabriel Abrantes et En attendant la nuit de Céline Rouzet
- Prix de la critique : When Evil Lurks de Demián Rugna
- Prix du public : When Evil Lurks de Demián Rugna
- Prix du jury jeunes : The Seeding de Barnaby Clay
- Grand prix du court métrage : Transylvanie de Rodrigue Huart